# 레위니옹 축구 국가대표팀
레위니옹 축구 국가대표팀(프랑스어: Sélection de la Réunion de football)은 프랑스의 해외 영토 중 하나인 레위니옹의 축구팀으로 프랑스 축구 협회의 지부 중 하나인 레위니옹 축구 리그에서 관리하며 현재 스타드 장 이불라를 홈 구장으로 사용하고 있다.

## 개요
프랑스 축구 협회의 일부분이므로 FIFA 회원국이 아니며 CAF의 준회원이지만 FIFA 월드컵이나 아프리카 네이션스컵에 참가할 수 없고 오직 인도양 경기 대회 등 FIFA나 CAF에서도 주관하지 않는 대회에만 참가할 수 있다. 인도양 경기 대회에는 10번 출전해서 금메달 5개, 은메달 3개, 동메달 1개를 획득했고 인도양 경기 대회 트리앙귈레르에는 13번 출전해서 은메달 4개, 동메달 9개를 획득했으며 루트르메컵에는 3번 출전해서 2번의 우승컵을 들어올렸다.

## 주목할만한 선수
- 종 엘카망
- 요항 리오넬
- 윌리앙 무누사미
- 가엘 파예
- 제라르 위베르
- 윌리 비스넬다